# Alberto Traversa
Alberto Traversa fue un pionero director artístico fílmico italiano que incursionó ampliamente en Argentina.

## Carrera
Alberto Traversa fue conocido mayormente por el público de pasado por sus filmes mudos que innovaron el género cómico, el drama y hasta el primero del policial. Bajo su directiva trabajaron renombrados artistas del momento como Nelo Cosimi, Luis Vittone, Segundo Pomar, Olinda Bozán, María Esther Podestá, Luis Arata, Roberto Casaux, César Ratti, Pepita Muñoz, Pedro Gialdroni, Silvia Parodi, Jaime Devesa y Jenny Nin Lucy.
Dirigió pocos films en su país natal siendo el más conocido el de 1916 titulado La crociata degli innocenti (La cruzada de los inocentes) de Gabriele D' Annunzio y protagonizado por Francesca Bertini, antes de venir a la Argentina a comienzos del '17.
En sus films de entre 1915 a 1920, induce buena parte de la temática realista y social moralizante que caracterizó la década del '20. Muchas de sus iluminaciones y escenografías de sus películas se la debió a su amigo, el también italiano, Mario Gallo.
También filmó en Brasil algunas películas. Luego, ya a comienzos del '30, Traversa volvió a su país natal donde continuó con su carrera hasta su fallecimiento.

## Filmografía
- L'ultimo cavaliere (1915)
- Il soldato d'Italia (cortometraje) (1916)
- Farulli si arruola (cortometraje) (1916)
- La crociata degli innocenti' (1916)
- Il predone dell'aria' (1916)
- Los inconscientes (1917)
- Bajo el sol de la pampa (1917)
- En un día de gloria (1918)
- En buena ley (1919)[4]
- La hija de la pampa (1920)
- Il biricchino di Trieste (1920)
- La milonga (1922)
- O Segredo do Corcunda (1924)[5]
- Risos e Lágrimas (1926)
- El secreto del jorobado (1926)
- Guiñol porteño (1927)
- La mano negra (1928)